# Петар Шкрбић
Петар Шкрбић (Хотковци код Гламоча 20. октобар 1946) јесте генерал-потпуковник Војске Републике Српске.

## Биографија
Генерал потпуковник Петар Шкрбић рођен је у селу Хотковци код Гламоча 20. октобра 1946. године. Његови родитељи Бранко и Смиљана имали су седморо дјеце. Ожењен је са Мирјаном (дјевојачко Мутић) и има два сина, Владимира и Мирка. Године 2010. добио је унука Бранка.
Основну школу завршио је у Хотковцима и Оџаку код Гламоча 1961. године, Учитељску школу у Бањој Луци 1965. године, Војну академију Копнене војске – смјер противваздушне одбране у Београду, Задру и Батајници 1968. године, Високу војнополитичку школу 1979. године. Након војног образовања 1983. године одбранио је магистарску тезу на Факултету политичких наука у Београду.

## Војна каријера
У чин потпоручника произведен је 1968. године, поручника 1971, капетана 1974, капетана прве класе 1977, мајора 1981, потпуковника 1985, пуковника 1990, генерал-мајора 1995, и генерал-потпуковника 1999. пензионисан је 2001. године.
Службовао је у гарнизонима Обреновац, Београд, Хан Пијесак и Дрвар. Током војне каријере обављао је сљедеће дужности: командир вода у ракетним јединицама у Батајници 1968-1973, помоћник команданта за морално – политичко васпитање 2. дивизиона противваздушне одбране у Обреновцу 1973-1977, наставник у Високој војнополитичкој школи ЈНА у Београду 1979-1985, референт у Политичкој управи ССНО у Београду 1985-1988, самостални референт у Политичкој управи ССНО у Београду 1988-1991, начелник одсјека у Управи за морално васпитање Генералштаба у Београду 1991-1992, начелник Одјељења у Управи за морално васпитање Генералштаба у Београду 1992-1993, помоћник команданта за морално васпитање и правне послове у 2. крајишком корпусу у Дрвару 1993-1994, помоћник команданта Главног штаба Војске Републике Српске за организацију мобилизације и персоналне послове у Хан Пијеску 1994-1996, помоћник начелника Персоналне управе Генералштаба Војске Југославије за 30. кадровски центар у Београду 1997-2000, замјеник начелника Управе за информисање и морал Генералштаба Војске Југославије у Београду 2000, начелник Управе за информисање Савезног министарства одбране у Београду 2000-2001.
Учествовао је у рату у Војсци Републике Српске од 19.12.1993. до 14. 12.1995. и у војсци Југославије у периоду Агресије НАТО пакта 1999. године.
Током војне службе одликован је Орденом за војне заслуге са сребрним мачевима 1974, Орденом народне армије са сребрном звездом 1980 и Орденом за војне заслуге са златним мачевима 1986. године.

## Одликовања
- Карађорђева звијезда I реда.[4]